# Erquinoaldo
Erquinoaldo fue mayordomo de palacio de Neustria entre 641 y 658, durante el reino de los francos en la época merovingia.
La Crónica de Fredegario dice que era un consanguineus de la madre de Dagoberto I.
Sucedió en el cargo a Aega. Ofreció al rey Clodoveo II a Batilda de Ascania, anglosajona comprada como esclava en York. El rey se casó con ella, lo que reforzó la posición de Erquinoaldo.
Se casó con Leutsinda, con la que tuvo a:
- Leudesius, mayordomo de palacio en 675.
- Una hija, Emma, casada con Eadbaldo de Kent, rey de Kent.[2][3]

Al morir en 658, los grandes de Neustria escogieron a Ebroino para sucederle como mayordomo de palacio.